# Ánimus

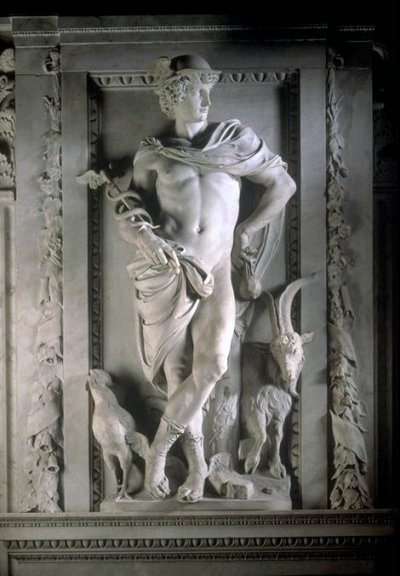
Mercurio o Hermes.

Ánimus (del latín anǐmus, -ī ‘mente, alma, espíritu, vida’); en la psicología analítica de Carl Gustav Jung alude a «las imágenes arquetípicas de lo eterno masculino en el inconsciente de una mujer, que forman un vínculo entre la consciencia del yo y lo inconsciente colectivo abriendo potencialmente una vía hacia el sí-mismo».
Para las imágenes arquetípicas de lo eterno femenino en el inconsciente de un hombre Jung utilizó el término ánima. Ambas conforman la sizigia ánimus-ánima, o contrapartes sexuales inconscientes.

## Definición
Es el arquetipo de lo masculino en lo inconsciente colectivo de una mujer. A lo femenino, en lo inconsciente colectivo de un hombre, se le denominó ánima. En sentido amplio, se utiliza por lo tanto para describir el aspecto inconsciente, masculino, de la personalidad femenina.
Vinculado a su principio logos, refleja la naturaleza de su conexión con el mundo de las ideas y el espíritu, en contraposición a eros que reflejaba la naturaleza de lo relacional. De ahí que Jung lo describiera como el arquetipo del significado.
Las figuras ánimus no son representaciones de hombres concretos, sino fantasías revestidas de necesidades y experiencias de naturaleza emocional. Algunas figuras ánimus características son las figuras paternas, hombres famosos, figuras religiosas, figuras idealizadas, jóvenes y figuras de dudosa moral (como criminales).
Las dificultades vitales encontradas generalmente en una mujer derivan de la identificación inconsciente con el ánimus, o de su proyección en la pareja, lo que genera un sentimiento de desilusión respecto de la persona real.
La sizigia ánimus-ánima, o contrapartes sexuales inconscientes, están proyectadas. La tendencia natural en una mujer es la de proyectar los contenidos de su ánimus en un hombre real, a través de sentimientos amorosos u odiosos espirituales.

## Etapas de desarrollo
Jung distinguió cuatro etapas esenciales en el desarrollo del arquetipo ánimus:
1. La primera etapa vendría representada como personificación del poder físico, el hombre musculoso o el atleta. Su símbolismo recaería en Hércules.
2. En la segunda etapa el ánimus posee iniciativa, es capaz de realizar actos premeditados, existiendo un deseo de independencia y un desarrollo intelectual, económico y profesional: Apolo.
3. Como tercera etapa se produce una transformación en la palabra, figurándose como profesor o sacerdote.
4. Y finalmente, como última y más elevada manifestación se alcanzaría por parte del ánimus la encarnación del significado, constituyéndose en el mediador entre consciente e inconsciente: Hermes.